# John Hastings (Politiker)
John Hastings (* 1778 im Königreich Irland; † 8. Dezember 1854 bei Hanoverton, Ohio) war ein US-amerikanischer Politiker der Demokratischen Partei. Von 1839 bis 1843 war er Mitglied des Repräsentantenhauses der Vereinigten Staaten für den 17. Kongressdistrikt des Bundesstaates Ohio.

## Biografie
John Hastings wurde in Irland geboren. Er emigrierte in die Vereinigten Staaten; wann dies geschah, ist nicht bekannt. Fortan war er in der Landwirtschaft tätig. In Lisbon studierte er Rechtswissenschaften und wurde als Rechtsanwalt zugelassen. Er zog nach Mississippi, um dort als Anwalt tätig zu werden. Später kehrte er nach Ohio zurück, genauer nach Hanover Township, wo er wiederum in der Landwirtschaft tätig wurde.
Als Vertreter des 17. Kongressdistrikts von Ohio wurde Hastings 1838 ins US-Repräsentantenhaus gewählt. Dort saß er für insgesamt zwei Legislaturperioden. 1843 schied er aus dem Kongress aus.
Hastings starb 1854 in der Nähe von Hanoverton. Er wurde auf dem dortigen Grove Hill Cemetery beigesetzt. 